# Kellee Santiago

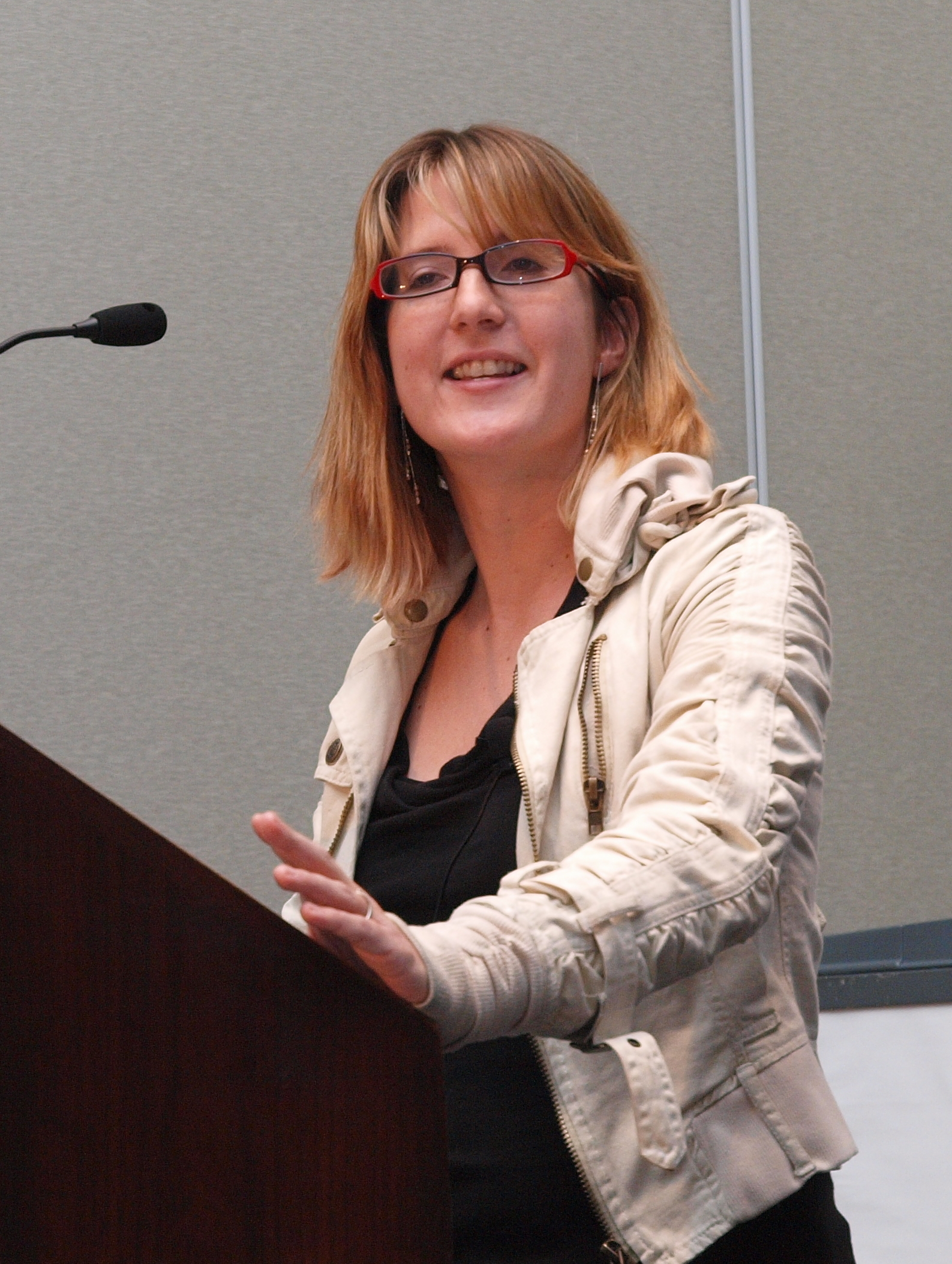
Santiago en 2010

Kellee Santiago (n. Caracas, Venezuela) es una diseñadora y productora de videojuegos venezolana-estadounidense. Es conocida por ser una de las mujeres más influyentes en el sector de los VideoJuegos, cofundadora y expresidente de Thatgamecompany.
Santiago nació en Caracas, Venezuela y se crio en Richmond, Virginia, donde jugó videojuegos desde temprana edad y su padre ingeniero de software le animó a experimentar con las computadoras. Mientras asistía a la Tisch School of the Arts de la Universidad de Nueva York, realizó teatro experimental y tenía la intención continuar la carrera teatral después de obtener una maestría en el Programa de Medios Interactivos de la Escuela de Artes Cinemáticas de la Universidad del Sur de California. Mientras estuvo allí, se involucró en el diseño de videojuegos y produjo Cloud, un juego desarrollado por Jenova Chen y un equipo de estudiantes. Su éxito provocó que ella y Chen fundaran Thatgamecompany al graduarse, y ella se convirtió en la presidenta. 
Santiago produjo los primeros dos juegos del estudio, Flow y Flower , y luego desempeñó funciones en su papel de presidenta durante el desarrollo del tercer juego de la compañía, Journey. Santiago es una de las patrocinadoras de Indie Fund , un grupo que invierte en el desarrollo de videojuegos independientes, y es miembro de TED. Desde 2018 lidera el desarrollo de productos para la plataforma de realidad virtual móvil de Google.

## Biografía
Desde temprana edad jugó videojuegos con su hermano menor; uno de sus primeros juegos fue Sleuth, juego que ella describe como "simple, pero muy efectivo y muy evocador" al causar emoción en el jugador.  Su padre, un ingeniero de software, tenía una computadora en la casa y alentó a Santiago a experimentar con ella.  A los 18 años de edad se mudó a la ciudad de Nueva York para asistir al Instituto de Artes Escénicas de Nueva York, donde se dedicó al teatro como actriz, directora y productora. Kellee se centró en el desarrollo de nuevas obras teatrales, en lugar de adaptar las antiguas, y se sintió especialmente atraída por incorporar medios digitales interactivos en sus obras. Ella atribuye esto al trabajo de su padre en ingeniería de software y sus experimentos con computadoras, lo que la llevó a usarlos en sus actuaciones, ya que tenía más experiencia que los demás en su grupo.
Se mudó a Los Ángeles en el 2003 cuando tenía 24 años y estudió para obtener una maestría en el Programa de Medios Interactivos de la Escuela de Artes Cinemáticas de la Universidad del Sur de California. Su intención era permanecer en el teatro, pero en su segundo semestre tomó una clase impartida por Tracy Fullerton sobre la historia del diseño de juegos, que la inspiró a centrar sus estudios en el diseño de videojuegos. La clase le hizo darse cuenta de "cuánto no se había hecho" en el ámbito de la comunicación y la expresión en los videojuegos y la falta de una estructura establecida y reglas sobre cómo era mejor hacer juegos, lo que atraía a su parte que estaba interesado en el teatro experimental.  Mientras estaba en la escuela, produjo el galardonado juego Cloud , desarrollado por Jenova Chen y un equipo de estudiantes,  y también trabajó en otros videojuegos como Darfur is Dying.
Cloud fue pensado como un experimento por el grupo para ver si podían crear un juego que "expresara algo diferente a los videojuegos que tenían en el pasado", así como determinar el nivel de interés en la comunidad de videojuegos para videojuegos de esa naturaleza. El juego recibió más de 400,000 descargas en los primeros cuatro meses después del lanzamiento, "más de cada persona en cada teatro en el que [ella] había trabajado", lo que convenció a Santiago de permanecer en la industria de los videojuegos por tiempo indefinido.  La fuerte respuesta al juego, lanzado en 2005, la inspiró a ella y a Chen a considerar la posibilidad de fundar su propia compañía para continuar haciendo juegos como este después de que abandonaron la escuela, donde el diseño se basó en las emociones que querían inspirar en lugar de un juego mecánico.

### thatgamecompany
Al graduarse, Santiago y Chen fundaron thatgamecompany en mayo de 2006, con un contrato con Sony Computer Entertainment para desarrollar tres juegos para PlayStation Network. Además de su papel como presidenta de la compañía, también se desempeñó inicialmente como productora del estudio. A pesar del título de su trabajo, ella también estuvo involucrada en el diseño de los juegos.  El primer juego del estudio fue Flow , una adaptación de un juego que Chen había hecho para su tesis en la USC, que se lanzó en 2007. El juego hizo que el estudio se destacara como una figura clave del desarrollo independiente de videojuegos. ; en 2008, Gamasutrareconoció al estudio como uno de los "20 desarrolladores innovadores" del año, haciendo hincapié en el papel clave de Santiago.  El segundo juego para el estudio, y el primero en ser completamente original para la compañía, fue Flower , lanzado en 2009. Ambos títulos fueron muy elogiados por los críticos y recibieron varios premios, además de obtener grandes ventas. Para el tercer juego del estudio, Journey , esa empresa contratada contrató a Robin Hunicke como productor, lo que permitió a Santiago centrarse más en dirigir la compañía en su conjunto.  Journey fue lanzado el 13 de marzo de 2012; dos semanas después, el 29 de marzo de 2012, Santiago anunció su partida de esa empresa del juego, sin especificar cuáles eran sus planes para el futuro.
Durante el desarrollo de Journey , en 2009, Santiago se convirtió en miembro de TED, dando una charla en una conferencia de la USC donde discutió si los videojuegos eran arte, a lo que Roger Ebert respondió un año después.  Santiago fue uno de los patrocinadores del Fondo Indie, iniciado en marzo de 2010, un grupo que invierte en el desarrollo de videojuegos independientes.  En octubre de 2010, Santiago se casó con Mike Stein, a quien conoció mientras ambos estaban en la Universidad del Sur de California.  En 2011 fue nombrada como una de las 100 mujeres más influyentes en tecnología por Fast Company.
En marzo de 2013, Santiago se unió a Ouya para dirigir las relaciones con los desarrolladores. También se unió al consejo asesor de Women in Games International en mayo de 2014.  En este período de tiempo, también se convirtió en asesora oficial de Night Light Interactive.  En octubre de 2015, tras la venta y disolución de la compañía, Santiago dejó Ouya para Google Play Games. 

## Influencia y filosofía
Santiago describió su trabajo en thatgamecompany como la creación de respuestas emocionales, con el fin de demostrar que los videojuegos pueden crear una gama más amplia de experiencias de las que normalmente se muestran.  Ella sintió que el objetivo de esa compañía de juego durante su mandato era "crear juegos que empujen los límites de los videojuegos como medio comunicativo y crear juegos que atraigan a una amplia variedad de personas". A través de esto, espera cambiar el resto de la industria para que también se enfoque en hacer videojuegos como un "medio creativo" en lugar de un producto.  Ella, tanto de forma independiente con Indie Fund como a través de thatgamecompany, ha intentado apoyar a la industria de desarrollo de videojuegos independiente mediante la financiación y la conexión de desarrolladores de juegos independientes.

## Juegos
- 2005 : Cloud
- 2006 : flOw
- 2009 : Flower
- 2011 : Journey